# S-Kreditpartner
Die S-Kreditpartner GmbH (SKP) ist ein Unternehmen der Sparkassen-Finanzgruppe. Sie ist der spezialisierte Verbundpartner für das Ratenkreditgeschäft. Sie arbeitetete im Jahr 2024 mit 330 Partnersparkassen zusasmmen.
S-Kreditpartner ist ein Tochterunternehmen der Berliner Sparkasse/BSK 1818, der Deutschen Leasing AG und der Sparkassen-Verbundgesellschaft und wurde 2011 gegründet. Das Unternehmen beschäftigt 749 Mitarbeiter und betreut Partner und ihre Kunden mit einem Kreditbestand von rund 11 Milliarden Euro (Stand 2024). Das Neugeschäftsvolumen betrug 2024 etwa 5 Milliarden Euro, das operative Ergebnis lag bei etwa 130 Millionen Euro.

## Geschichte
Die GmbH wurde am 1. Juni 2011 gegründet.
Im November 2011 übernahm die S-Kreditpartner GmbH ausgewählte Aktivitäten der readybank AG von der WestLB. Gegenstand der Transaktion waren die Auto- und Konsumentenkredite der readybank AG mit einem bestehenden Volumen von ca. 700 Millionen Euro.

## Produkte
Die Produkte werden in Kooperation mit den Sparkassen vertrieben (d. h. Konsumentenkredite wie zum Beispiel der S-Privatkredit und der S-Autokredit).